# Nufăr alb ca neaua
Nufărul alb ca neaua sau nufărul alb (Nymphaea candida) este o plantă erbacee, perenă, ocrotită prin lege, din familia nimfeaceelor (Nymphaeaceae), răspândită în Europa (inclusiv în România și Republica Moldova), Caucaz, Siberia, Asia Centrală. În România este o specie rară, întâlnită sporadic în apele lin-curgătoare sau stagnante din Delta Dunării și șesul Tisei.  

## Morfologie
Are un rizom gros, repent (târâtor), cu o grosime de circa 3-5 cm. Frunzele sunt ovate, cu o lungime de 12-30 cm, late de 25 cm, cu marginea întreagă. Pețiolul frunzei este foarte lung. Pe fața inferioară a frunzei nervurile sunt proeminente. 
Florile sunt albe, aproape inodore, plutitoare, cu un diametru de 6-13 cm. Caliciul tetragonal la bază, alcătuit din 4 (5) sepale persistente, ovat-alungite, obtuz-acuminate, puțin mai scurte decât petalele, albe în interior și verzi la exterior, cu circa 7 nervuri. Corola formată din 12-20 petale obtuze care se micșorează centripet în dimensiuni trecând treptat în stamine. Androceul alcătuit din 32-70 stamine cu filamente lanceolate mai late decât anterele, în care se află polenul. Granulele de polen sunt eliptice, de culoare galbenă, netransparente, cu suprafața granulară. Gineceul format dintr-un ovar ovoid sau emisferic și stigmat de culoare galbenă, roșie ori purpurie. Înflorește în iulie-octombrie. 
Fructul este ovoid sau sferic, indehiscent (nu se deschide spontan la maturitate) sau cu deschideri neregulate. Semințe sunt brune, elipsoidale, cu aril (înveliș extern), mai mari ca semințele nufărului alb (Nymphaea alba).

## Importanța economică
Rizomul este foarte bogat în tanin și se folosește la tăbăcit și vopsit. Din rizom și semințe se extrage amidon. Este folosit ca plantă ornamentală în înfrumusețarea luciurilor de apă din parcuri și grădini publice.